# A Thoughtless Beauty
A Thoughtless Beauty è un cortometraggio muto del 1908 diretto da Lewin Fitzhamon e interpretato da Gertie Potter.

## Trama
Una coppia di innamorati lega il padre di lei a un palo del molo e si sposa a bordo di un battello.

## Produzione
Il film fu prodotto dalla Hepworth.

## Distribuzione
Distribuito dalla Hepworth, il film - un cortometraggio di 83,8 metri - uscì nelle sale cinematografiche britanniche nel settembre 1908.
Si conoscono pochi dati del film che, prodotto dalla Hepworth, fu distrutto nel 1924 dallo stesso produttore, Cecil M. Hepworth. Fallito, in gravissime difficoltà finanziarie, il produttore pensò in questo modo di poter almeno recuperare il nitrato d'argento della pellicola.